# Glageon Communal Cemetery and Extension
Le cimetière «  Glageon Communal Cemetery and Extension » est un cimetière militaire  de la Première Guerre mondiale situé sur le territoire de la commune de Glageon, Nord. 

## Localisation
Ce cimetière est en réalité composé de deux parties distinctes: le cimetière créé à l'intérieur du cimetière communal et l'extension britannique qui se trouve à côté. Il se situe au sud-est du village, rue du Général de Gaulle.

## Historique
Le village de Glageon a été sous occupation allemande pendant pratiquement toute la guerre. Le cimetière communal a été utilisé pour l'inhumation des soldats allemands et des prisonniers alliés de septembre 1914 à août 1918. Les tombes allemandes, américaines et italiennes ainsi que de nombreuses tombes françaises ont été enlevées après l'armistice  mais il reste les tombes britanniques et russes .
L'extension a été réalisée en octobre 1918 pour inhumer les soldats britanniques tombés lors de la prise du secteur.

## Caractéristique
Dans ce cimetière, il y a 221 victimes de la guerre de 1914-18 commémorées sur ce site, britanniques, russes, et françaises dont un petit nombre n'est pas identifié. Tous sont morts en juin, juillet et août 1918.
L'extension comprend  maintenant 303 victimes de guerre de 1914-18 commémorées sur ce site. Parmi ceux-ci, plus de 10 ne sont pas identifiés. L'extension couvre une superficie de 2 202 mètres carrés.

## Sépultures
| Pays         | Sépultures |
| ------------ | ---------- |
| Royaume-Uni  | 362        |
| Empire russe | 110        |
| France       | 52         |
| Total        | 524        |

### Liens Externes
http://www.inmemories.com/Cemeteries/glageoncomext.htm